# Bord de mer - In riva al mare
Bord de mer - In riva al mare (Bord de mer) è un film del 2002 diretto da Julie Lopes-Curval, al suo esordio alla regia di un lungometraggio. Ha vinto la Caméra d'or per la miglior opera prima al 55º Festival di Cannes.

## Trama
La giovane Marie vive nella cittadina di mare di Cayeux-sur-Mer, tanto deserta d'inverno quanto affollata d'estate, e cova dentro di sé i sintomi di un malessere esistenziale. Il suo ragazzo Paul, che d'inverno lavora in una drogheria e d'estate fa il bagnino, è troppo preoccupato per la madre Rose, che passa le giornate attaccata alle macchinette, per comprendere a fondo i turbamenti del cuore di Marie, spingendola tra le braccia del suo datore di lavoro Albert.

## Produzione
Bulle Ogier ha accettato di recitare nel film poiché convinta dalla sceneggiatura, senza nemmeno aver visto l'unica altra regia di Julie Lopes-Curval, il cortometraggio Mademoiselle Butterfly, dell'anno precedente. Il film è stato girato in sei settimane tra l'agosto e il settembre 2001, con un budget di 918mila euro. La scena in cui Rose vince alle macchinette non era preparata.

## Distribuzione
Il film stato presentato in anteprima alla Quinzaine des Réalisateurs del 55º Festival di Cannes il 22 maggio 2002, per poi essere distribuito nelle sale cinematografiche italiane a partire dal 20 giugno 2003.

## Riconoscimenti
- 2002 - Festival di Cannes[3]
  - Caméra d'or